# Jan Kovářík
Jan Kovářík (8. listopadu 1950, Praha – 16. července 2002, tamtéž) byl český archeolog, publicista a spisovatel. Narodil se jako syn českého literárního vědce Vladimíra Kováříka a byl bratrem spisovatele a publicisty Vladimira Kováříka. Vystudoval obor prehistorie – dějepis na Filozofické fakultě Univerzity Karlovy. Pracoval jako archeolog Muzea hlavního města Prahy. S kolegou Josefem Havlem vytvořili proslulý tandem "HAVKO", který v mikrobusu a s humorem vyjížděl na záchranné archeologické výzkumy spojené s výstavbou Prahy po způsobu záchranné služby zdravotní. Podařilo se jim tak zvládnout množství lokalit, především extenzivními prostředky dokumentace. Závěr sezóny na archeologické lokalitě vždy patřil oslavě zvané dokopávka.
Vedle odborných prací, zejména z mladší doby bronzové, publikoval též populárně naučné články a knihy. Se svým bratrem napsal dobrodružný příběh pro mládež.

## Dílo

### Odborné práce
- Vznik a další vývoj knovízské kultury na území Prahy (1988).
- Slovanské kostrové pohřebiště v Praze 5 – Motole (1991).
- Minulost a současnost archeologického výzkumu pravěku na pražském území (1992), společně s Josefem Havlem.

### Knihy pro mládež
- Kde bydlely Venuše (1983, populárně naučná kniha o řemesle zvaném archeologie, společně s Josefem Havlem.
- Svět ve škatulce (1986), populárně naučná kniha o muzejnictví, společně s Josefem Havlem.
- Výbuch pod Kotlíkem (1990), dobrodružný prázdninový příběh pro mládež, společně se svým bratrem Vladimírem.